# Herverge Kole Etame
Herverge Kole Etame née le 22 juin 2002, est une athlète camerounaise spécialiste du sprint. Elle est médaillée d'or aux Jeux Universitaires Garoua 2024 et médaillée d'or aux Jeux de la Francophonie 2023 en relais 4x100m. Elle représente son pays lors des Championnats d'Afrique d'athlétisme 2024 à Douala.

## Carrière

### Etudiante et athlète
Herverge Kole Etame voit le jour le 22 juin 2022. Étudiante de l’Institut universitaire du Golfe de Guinée (IUG) à Douala, elle remporte la médaille d'or à l'épreuve des 100 mètres lors des Jeux Universitaires à Garoua en mai 2024. 

### Parcours international
Lors de la tenue du Grand Prix International CAA de Douala 2022, elle se fait remarquer en étant troisième au 400 mètres et cinquième au 200 mètres. Son apothéose à cette compétition est la médaille d'or au 100 mètres-course 2 le 27 mars 2022 avec un chrono de 12 s 15. Un an plus tard, à l'occasion de la 9ᵉ édition des Jeux de la Francophonie à Kinshasa au Congo RDC, elle fait l'honneur du pays des Lions indomptables en remportant la médaille d'or lors du relai 4x100m. Elle défend également les couleurs du Cameroun lors des Championnats d'Afrique d'athlétisme 2024. Durant le relai 4x100m, avec ses compatriotes Stéphanie Njuh Nsella, Irène Bell Bonong et Téclaire Iris Mikal, elle remporte la 5ᵉ place.  

## Palmarès
| Année | Epreuve      | Compétition                                 | Lieu     | Position |
| ----- | ------------ | ------------------------------------------- | -------- | -------- |
| 2022  | 100 mètres   | Grand Prix International CAA de Douala 2022 | Douala   | 1ère     |
| 2023  | relai 4x100m | Jeux de la Francophonie                     | Kinshasa | 1ère     |
| 2024  | 100 mètres   | Jeux Universitaires 2024                    | Garoua   | 1ère     |
| 2024  | relai 4x100m | Championnats d'Afrique d'athlétisme 2024    | Douala   | 5ème     |